# Футбольный фристайл
Футбольный фристайл (англ. freestyle football) — вид деятельности как физической так и умственной, в результате которой в совокупности с использованием любых частей тела получаются трюки с мячом.

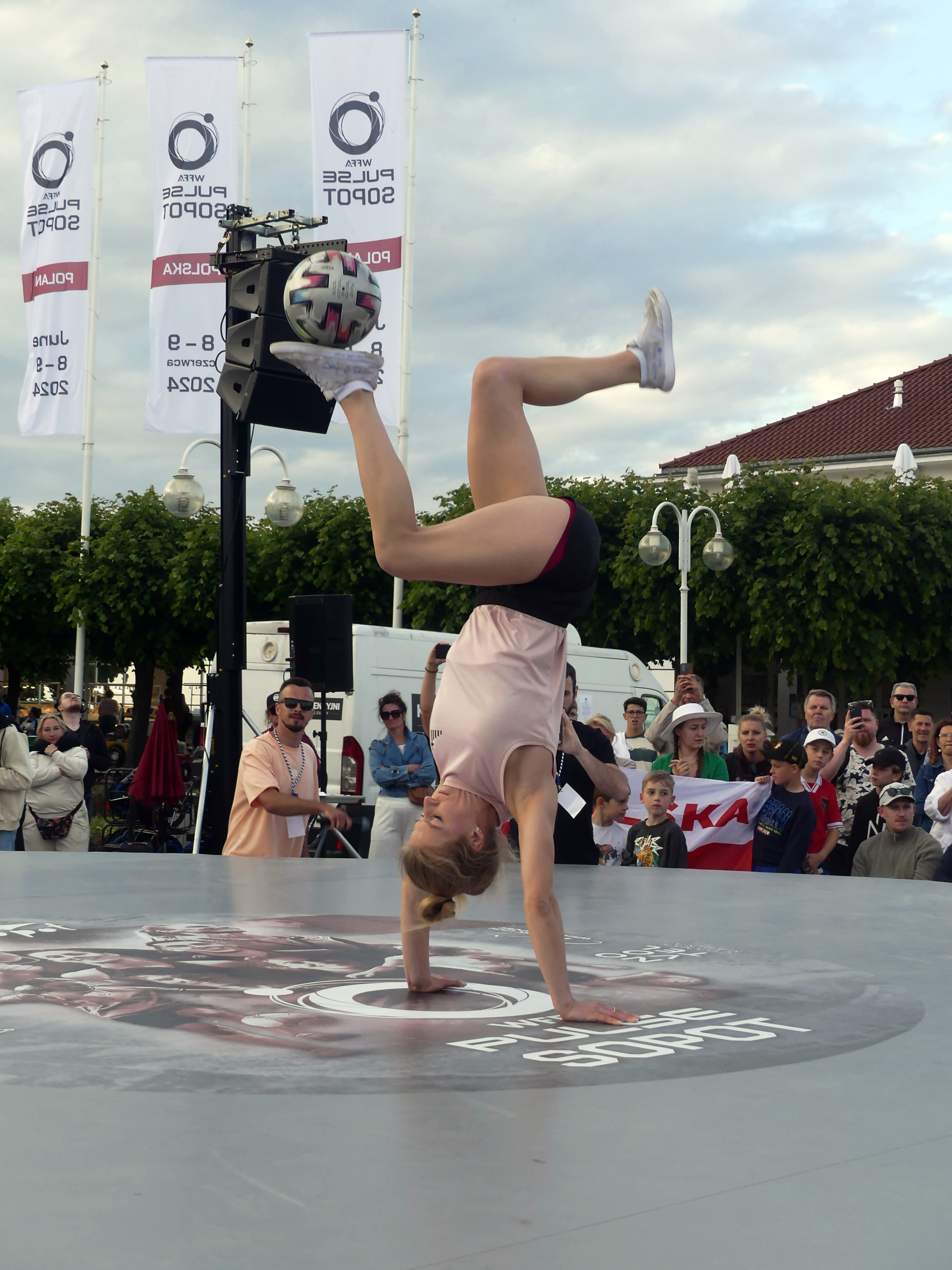
Мифы мира 2024 «Агуська» Агнешка Мних, чемпионата Европы по фристайлу по футболу в Польше в 2024 году

## История
Основным толчком к развитию футбольного фристайла стало видео Суфиана Тузани, снятого в 2003 году. В этом видео Тузани демонстрирует трюки разных дисциплин. В этом видео он показывает комбо, то есть делает трюки один за другим. Впервые был снят на видео один из самых популярных трюков во фристайле TATW (Touzani Around The World). Увидев это видео, люди стали повторять эти трюки, придумывать более сложные. Начали классифицировать трюки по дисциплинам.

## Дисциплины
Футбольный фристайл делится на различные дисциплины:
- Lowerbody/Air Moves (эйр мувз или ловеры). Трюки с мячом, находящимся в воздухе. Это наиболее популярные движения среди большинства современных фристайлеров. Несколько сложных финтов совершенных подряд называются «комбо». А трюки, идущие подряд, без «подбития» между ними, называются nt комбо.
- Upperbody (апперы). Большинство трюков исполняются на голове, на груди и плечах, без использования рук.
- Sitting (ситтинг). Этот стиль приобрел известность благодаря популярному фристайлеру из Амстердама Abdullah. Все трюки выполняются из положения сидя на земле.

## Трюки
Названия трюков часто включают в себя имя фристайлера, впервые выполнившего трюк, например PATW (palle around the world) — по имени Rickard «Palle» Sjölander.
- Around the World (ATW) (вокруг света). Это так же довольно популярное движение, при выполнении которого от игрока требуется подбросить мяч в воздух и обвести вокруг него ту же ногу, которой мяч был подброшен до того, как тот коснется земли, чтобы снова подбросить его вверх.
- Crossover. Ещё одно базовое движение. Игрок должен подбросить мяч в воздух опорной ногой, в то же время другую ногу пронести над мячом.
- Touzani around the World (TATW). Самый популярный трюк. Представляет собой комбинацию из ATW, исполненный с внешней стороны, и Crossover.
- Mitchy around the world (MATW). Не менее популярный. То же самое, что и TATW только «вокруг света» делается с внутренней стороны.
- Stall (удержание мяча). Подразумевает под собой поймать и удержать мяч в стационарном положении. Много фристайлеров в состоянии ловить и держать мяч на обеих сторонах головы, на задней части шеи, или фиксировать на пятке и на задней части бедра.
- Combos (комбо). Последовательность трюков, когда одно движение переходит в другое без чеканки. Например вот такое комбо: atw-hatw-hatw-atw-atw-htw-tatw-2htw-matw-htw. Комбо приобрели широкую известность с начала двухтысячного года и набирают популярность.
- NT Combos

Аббревиатура NT расшифровывается как «No Touch», то есть без касания. Например: MATW-AMATW NT — трюки выполняются без промежуточного касания, подряд.

## Расшифровка названий трюков
Дисциплина Low Air:
- T — Touzani (tatw). трюк, который записал на видео первый футбольный фристайлер Soufiane Touzani, делается atw правой ногой (во внешнюю сторону) и в воздухе вы должны подбить мяч под левой ногой, или наоборот. этот трюк можно расписать как atw (out) — crossover nt
- M — Mitch (matw). Противоположность Touzani, делает так же, как и tatw, только первый атв во внутреннюю сторону.
- L — Lemmens (latw). Мартин Лемменс (англ. Martijin Lemmens), голландский фристайлер, который первым записал на видео двойной оборот ноги вокруг мяча без касания. Мяч подбивается правой ногой, делается два оборота в воздухе вокруг мяча и снова подбивается мяч правой ногой.
- P — Palle (patw). Один из самых крутых фристайлеров в мире по части Low Air. Он первым записал на видео тройной оборот ноги вокруг мяча.
- S — Skora (satw). Павел Скора. Польский фристайлер, который не только мастер Low Air комбо, но и других видов Футбольного Фристайла. Является одним из лучших футбольных фристайлеров по сей день.
- nt (no touch) — без касания, то есть например tatw-amatw nt — это значит tatw делаешь правой ногой и сразу пока мяч летит делаешь amatw левой ногой(или наоборот).
- K (knee) — означает, что первое касание мяча производится коленом.
- N (neck) — трюк начинается с шеи.
- A (alternate) — обозначает то, что трюк начинается с противоположной ноги, нежели оригинал.
- H (homie/hopping) — значит, что нет промежуточного касания мяча. Например HTatw отличается от Tatw тем, что мяч не подбивается на протяжении всего трюка.

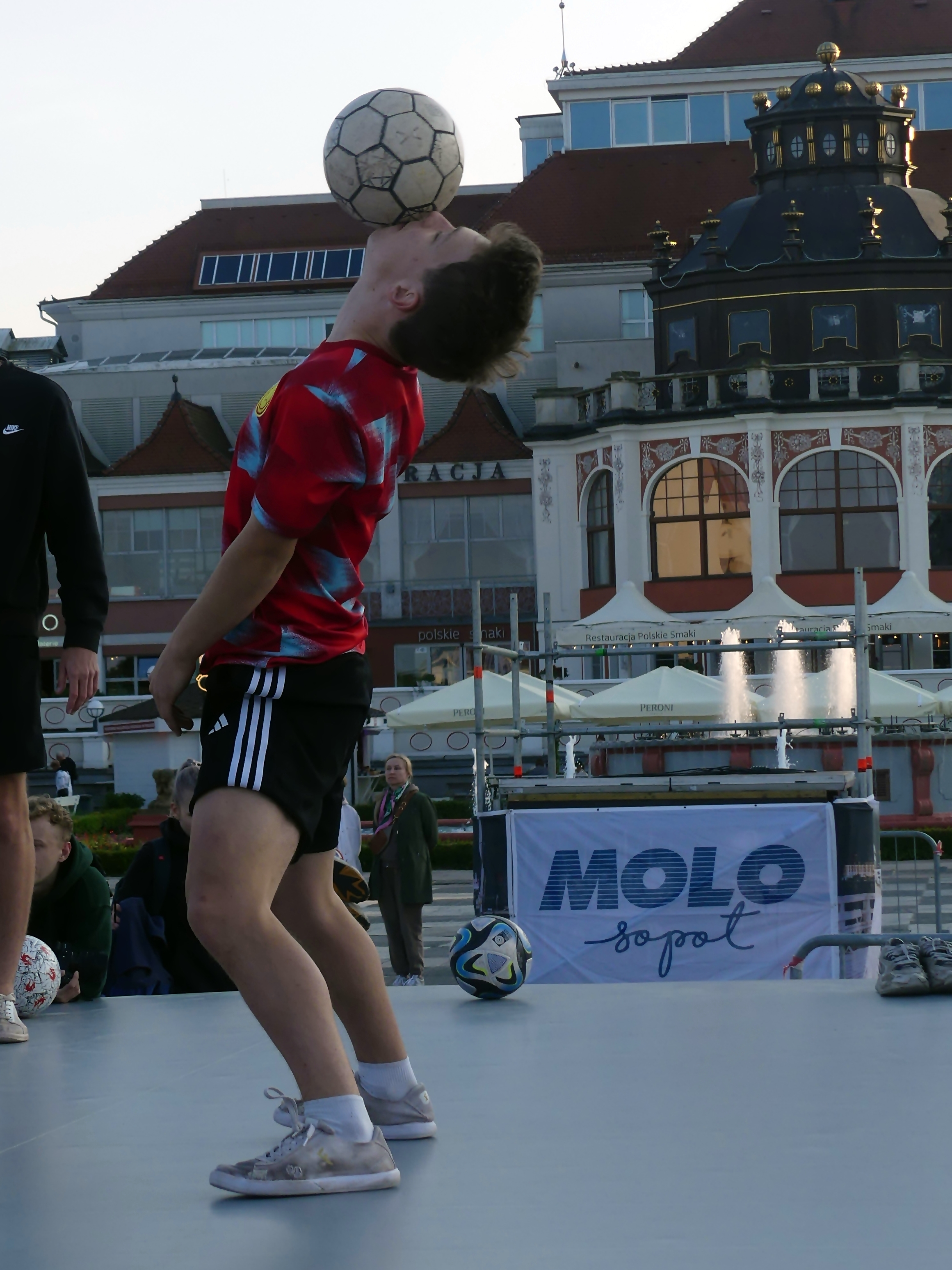
«Марко» Марк Ле Бутейе (Франция) во время предсоревновательной подготовки

## Соревнования
- Russian Football Freestyle Contest — ежегодный официальный чемпионат России по футбольному фристайлу.
- Superball — Чемпионат мира по футбольному фристайлу, который ежегодно проводится в Чехии начиная с 2009 года. Отличается тем, что принять участие в соревнованиях может любой желающий.
- Red Bull StreetStyle 2008 — первый Чемпионат Мира по Футбольному Фристайлу, в котором приняло участие более сорока стран(в том числе Россия). Чемпионом стал французский фристайлер Sean.
- Red Bull StreetStyle 2010 — второй Чемпионат мира по футбольному фристайлу. Чемпионом стал норвежец Azun.
- Red Bull StreetStyle 2012 — третий Чемпионат мира по футбольному фристайлу. Чемпионом стал японец Tokura.
- Red Bull StreetStyle 2013 — четвёртый Чемпионат мира по футбольному фристайлу. Чемпионом стал поляк Szymo.
- Red Bull StreetStyle 2014 — пятый Чемпионат мира по футбольному фристайлу. Чемпионом стал англичанин Andrew Henderson.
- Red Bull StreetStyle 2016 — шестой Чемпионат мира по футбольному фристайлу. Чемпионом стал аргентинец Charly Iacono.

## Футбольный фристайл в России
В России футбольный фристайл быстро стал популярным и продолжает набирать обороты. На данный момент страна является одной из сильнейших в мире по футбольному фристайлу. Российские фристайлеры являются обладателями мировых рекордов в каждой дисциплине, кроме groundmoves. Сейчас в России футбольным фристайлом регулярно занимаются более 200 человек.
Фристайлеры из России имеют мировые достижения в различных дисциплинах футбольного фристайла. Анатолий Янчев (Москва) в 2013 году одержал победу и стал чемпионом мира в дисциплине challenge, Антон Павлинов (Тюмень) в 2014 и 2016 годах завоевал титул чемпиона мира в дисциплине sick-3, Тимур Алексеев (Екатеринбург) в 2015 году выиграл звание чемпиона мира в дисциплине max1, Егор Пономарёв (Москва) в том же 2015 году стал чемпионом мира в дисциплине rookie battle.
Российские фристайлеры по праву могут считать себя лучшими в low-air фристайле, тому пример Аким Ковалев (Ростов-на-Дону), являющийся абсолютным мировым лидером в этом стиле футбольного фристайла. Не отстает от него и Арсений Клементьев (Санкт-Петербург), являющийся неоднократным призером чемпионата мира Superball, а также чемпионом Европы 2012 года в соревнованиях по дисциплине low-air.
Русские фристайлеры также входят в число лучших в дисциплине sitting. На чемпионатах мира соревнования отдельно в дисциплине sitting не проводятся. Тем не менее на онлайн-турнирах, которые проводятся в сети на основании видео участников, российские фристайлеры показывают высочайший уровень. Практически все мировые рекорды sitting-фристайла принадлежат россиянам. Первоначальный вклад в развитие ситтинга в 2008 году внес фристайлер — Назим Псардия (Казань). С 2011 года, дальнейшее развитие связано с Евгением Баруздиным (Санкт-Петербург), который имеет запредельный уровень ситтинга, является вице-чемпионом Европы и обладателем большинства мировых рекордов. Также стоит отметить Равиля Гатауллина (Казань), имеющего высочайший уровень в этой дисциплине.
Российские фристайлеры задают планку и в upper-фристайле. С 2007 года, когда фристайл в России только начинал развиваться, усилиями Павла Дьяконова (Москва) и Станислава Матвеева (Чебоксары) россияне вошли в мировую элиту upper-фристайла. С тех пор российское upper-сообщество увеличивалось. И развитие этой дисциплины в последние годы связано с достижениями россиян. Прорыв в развитии апперов в 2010 году связан с именем Александра Турлакова (Санкт-Петербург), который вывел апперы на новый мировой уровень. В последние годы лучшим фристайлером мира в этой дисциплине является Глеб Карпов (Москва).
Несмотря на то, что российские фристайлеры показывают высочайшие результаты в каждой дисциплине, по-настоящему больших успехов на мировой арене в дисциплине battles у россиян не было. Тем не менее, российские фристайлеры показывают хорошие результаты на крупных международных турнирах.
Практически во всех крупных городах России действуют школы футбольного фристайла.